# 坊城俊民
坊城 俊民（ぼうじょう としたみ、1917年〈大正6年〉3月29日 - 1990年〈平成2年〉4月6日）は、日本の国文学者、教育者。

## 来歴
東京市にて、堂上華族の嫡子として誕生。父・坊城俊良（としなが）は伯爵で宮内官。母は子爵入江為守の娘・朔子（叔父に、昭和天皇の侍従長を務めた入江相政）。神田区駿河台と麻布区笄町に育つ。
1935年（昭和10年）から翌年にかけ、親友・長與道夫の叔父・長與善郎（作家）の邸宅にて、中世国文学の研究者風巻景次郎の指導で源氏物語を初めて読み、文学的に大きな影響を受ける。
学習院では文芸部委員をつとめ、校友会誌『輔仁会雑誌』に詩や散文を発表すると共に、文芸部発行の「雪線」誌に自伝的小説『鼻と一族』などを発表。学習院高等科 (旧制) 在学中、三宅徳嘉（フランス文学者）の紹介でヴィリエ・ド・リラダンの作品を知り傾倒する。
1937年（昭和12年）秋、学習院高等科 (旧制) 3年のとき、当時中等科 (旧制) 1年の平岡公威（作家・三島由紀夫）と相識る。三島の文才を最も早く認めた者の一人で、三島と大部の文学的な手紙を毎日やりとりし、三島の短篇『詩を書く少年』のRのモデルとなった。
1939年（昭和14年）、東文彦との共著の形で作品集『幼い詩人・夜宴』を刊行する話が持ち上がったため、東の両親と懇意な美術史家児島喜久雄の紹介で志賀直哉へ序文を貰いに伺ったが、「作品として甘い」ことを理由に序文執筆を拒絶される。
1941年（昭和16年）、東京帝国大学文学部国文科卒業。このころ経験した恋愛を題材に、1941年（昭和16年）から1942年（昭和17年）にかけて小説『舞』を執筆。しかし、この恋愛が原因で三島や東や德川義恭（兄は侍従の義寛）から見捨てられた形になる（このため、三島、東、徳川の同人誌「赤絵」創刊に加えてもらえなかった）。
三島が、「しかし坊城さんはいつまで志賀、芥川、リラダンからお脱け出になれないのでせう」（1943年2月3日付 東文彦宛書簡）と嘲ったように、1943年（昭和18年）2月には二人の関係は冷却していたが、坊城の側では三島への友情を断ち切れず、1943年（昭和18年）、同人誌「赤絵」に対抗する気持ちから50部限定の豪華な小冊子『縉紳物語』を発行。扉に「三島由紀夫に捧ぐ」と記した。
1948年（昭和23年）、自伝的短篇集『末裔』を上梓。三島から、「少年期における私の最初の芸術的衝動の萌生えは、これを悉く坊城氏に負ふと言つても過言ではない」と跋文を寄せられてはいたが、三島との関係はこのとき既に冷却していた。
1955年（昭和30年）ごろ、西銀座の路上で偶然に出会った三島から「よう！」と挨拶され、その不遜な態度に感情を害す。以後、永らく絶交状態が続く。
1969年（昭和44年）2月20日前後に、発刊間もない『豊饒の海 第一部・春の雪』の感想を、三島へ書き送り、1969年（昭和44年）3月12日付の返書で、「永い御無沙汰をお詫びいたします」、「ほめていただいたことは、何よりも確実性のある喜びであります。正にお墨附きを頂いたようなもの」と礼を述べられ、これがきっかけとなり旧交が復活。さらに三島は、菊田一夫演出の『春の雪』芸術座公演の上演プログラムにも、「堂上華族の坊城俊民氏が、これを読んで太鼓判を捺してくれたところから、私の描いた貴族生活は、少なくとも太宰治の『斜陽』のやうなイカサマものではないと思はれる」と寄稿している。
1970年（昭和45年）1月17日、銀座の「マキシム・ド・パリ」にて三島夫妻と晩餐。1970年（昭和45年）2月27日から4月3日にかけて、フジテレビ（当時、末弟・坊城俊周が勤務していた）で『春の雪』がドラマ化（主演は吉永小百合と市川海老蔵〈12代目市川團十郎〉）。その際三島の要望により時代考証を担当した。
1970年（昭和45年）11月19日付で三島は、坊城に宛てた最後の書簡を書き、一節に、「十四、五歳のころが、小生の黄金時代であつたと思ひます。実際あのころ、家へかへると、すぐ『坊城さんのお手紙は来てなかつた？』ときき、樺いろと杏子いろの中間のやうな色の封筒をひらいたときほどの文学的甘露には、その後行き会ひません」と筆記した。
1941年（昭和16年）旧制芝中学校（私立）を経て1943年（昭和18年）から公立学校教員（地方公務員）となり東京府立第二十四中学校（東京都立北園高等学校内に設置）および、東京府立第二十四中学校設置中止にともない東京府立第九中学校（東京都立北園高校)で国語教師を務める（ - 1964年）。
東京都立池袋商業高校校長、東京都立志村高校校長（2007年（平成19年）東京都立板橋有徳高校に統合）。志村高校校長時代には「源氏物語講読」のクラブ活動を担当。全校生徒に向けて毎月「君へ」と題した書簡を認ため、ガリ版刷りで配布した。1976年退官。
終生にわたり、式部職嘱託（歌会始講師〈こうじ〉）を務めた。

## 著書
- 『末裔』（草美社、1949年、序渡辺一夫　跋三島由紀夫。新版・集英社（解説篠沢秀夫）、1994年）
- 『焔の幻影 回想三島由紀夫』（角川書店、1971年）、書簡3通を収む
- 『ふるさとの青春-王朝文学管見-』（表現社、1960年）
- 『京の翳』（表現社、1963年）
- 『家家のむすめ達』（表現社、1982年）
- 『歌會始（歌会始）』（五月書房 名作シリーズ、1979年）、和装本
- 『伝大弐三位註紫式部日記抄』（昭森社、1980年）
- 『みやび-その伝承-』（昭森社、1981年）
- 『みやび-新古今集の時-』（桜楓社、1984年）
- 『君し旅ゆく』（桜楓社、1985年）
  - 改訂版『おほみうた 今上陛下 二二一首』（桜楓社、1986年）
- 『詩集 ねずみもち』（不識書院、1986年）
- 『詩集 ミモザの別れ』（不識書院、1987年）
- 『詩集 君し旅ゆく考』（不識書院、1988年）
- 『にほへわがうたわがふみのあと 坊城俊民作品・書簡集』（不識書院、1992年）、遺著

## 親族
- 妻 坊城章子（あきこ、戸田氏秀四女）[3]